# Верхний Конгазчик
Верхний Конгазчик (рум. Congazcicul de Sus, Конгазчикул де Сус; гаг. Kongazçık Yukarkı, Конгазчык юкаркы) — село в Молдавии, в составе автономного территориального образования Гагаузия. Является частью одноимённой коммуны.

## География
В 5,0 км на северо-восток от села берёт своё начало река Карсэу (правый приток реки Ялпуг), которая затем протекает через населённый по направлению с севера на юг.